# I-21
I-21 — підводний човен Імперського флоту Японії, який узяв участь у Другій світовій війні. Мав один з найбільших переможних рахунків серед підводних човнів своєї країни, знищивши 8 транспортних суден.

## Передвоєнна історія
Корабель спорудили на верфі компанії Kawasaki в Кобе. Човни типу B, підтипу B1 (він же клас I-15), до яких належав I-21, мали великі розміри (їх надводна водотоннажність перевищувала підводний показник океанських підводних човнів США) та могли нести розвідувальний літак або, після переобладнання, мінісубмарину для диверсійних операцій.
I-21 завершили в липні 1941-го, а потім включили до складу 3-ї дивізії підводних човнів.

## Операція проти Перл-Гарбору
19 — 22 листопада 1941-го човен перейшов із Йокосуки до затоки Хітокаппу на острові Еторофу (наразі затока Касатка на Ітурупі). 26 листопада він вийшов звідси разом підводними човнами I-19 та I-23, маючи завдання прикривати ударне авіаносне з'єднання, котре повинно було атакувати Перл-Гарбор.
7 грудня, в день нападу на головну базу Тихоокеанського флоту Японії, I-21 патрулював північніше від острова Оаху.
9 грудня один з підводних човнів виявив авіаносець у супроводі двох крейсерів, після чого I-21 та ще 6 човнів отримали наказ перехопити вороже з'єднання. Щоб виконати наказ, вони пішли в надводному положенні, в якому мали доволі високу швидкість, втім, наздогнати «Ентерпрайз» так і не вдалось. Під час погоні 11 грудня I-21 мала проблеми з машинною установкою, а також кілька разів була вимушена занурюватись при появі пікіруючих бомбардувальників. 13 грудня командир I-21 вирішив відбити атаку літака у надводному положенні. Після невдалого першого заходу літак повторно спікірував і скинув бомбу, яка впала неподалік від човна, проте не здетонувала.

## Дії біля узбережжя Каліфорнії
14 грудня 1941-го, по завершенні погоні за авіаносцем, підводні човни перенацілили для дій біля західного узбережжя Америки, зокрема I-21 мала патрулювати поблизу Пойнт-Аргуельо (Каліфорнія).
23 грудня човен зустрів танкер Montebello (8272 тонни), котрий прямував із Порт-Сан-Луїс до Ванкувера. По цілі випустили дві торпеди, одна з яких не здетонувала, а друга поцілила судно. Після цього I-21 обстріляв танкер із гармати та добив його. Також були невдало обстріляні з кулеметів рятувальні човни, куди перебралась команда Montebello. Пізніше того ж дня I-21 обстріляв та пошкодив танкер Idaho.
24 грудня I-21 спершу був атакований глибинними бомбами з літаючого човна PBY «Каталіна», а потім зустрів патрульний катер. Останній вдало скинув дві глибинні бомби, котрі пошкодили вертикальне кермо I-21 та призвели до вимкнення освітлення. Командир вже віддав наказ спливати та вступити у надводний бій, проте в останній момент вдалось відновити енергопостачання та керованість.
11 січня 1942-го човен прибув на атол Кваджалейн (Маршаллові острови), а 23 січня вирушив звідси до Йокосуки, якої досягнув 1 лютого.
Наступні два з половиною місяці човен провів у Внутрішньому Японському морі, провадячи навчання у складі новоствореної 8-ї ескадри підводних човнів, до якої включили 3-ю дивізію.

## Похід до Нової Каледонії
16 квітня I-21 полишив Японію та попрямував до Океанії, де передусім прибув на схід Каролінських островів до атола Трук (ще до війни тут була створена потужна база Імперського флоту, з якої до лютого 1944-го провадились операції у цілому ряді архіпелагів).
27 квітня I-21 вийшов у похід до Нумеа на острові Нова Каледонія. 2 травня човен виявив розвідувальний літак з авіаносця «Йорктаун», після чого з останнього підняли три літаки з глибинними бомбами. Проведена ними атака виявилась невдалою, оскільки I-21 ухилилась від неї екстреним зануренням (втім, пілоти доповіли про можливе потоплення ворожого корабля). З I-21 надіслали радіограму з повідомленням про атаку, проте на човні не змогли визначити, відносились літаки до палубної чи базової операції. Таким чином, японське командування поки не дізналось про наявність ворожого авіаносцю в районі проведення «Операції МО», націленої на створення баз на сході Соломонових островів з наступним оволодінням Порт-Морсбі (4 травня літаки з «Йорктауну» проявили себе атакувавши загін, котрий напередодні висадив десант на острові Тулагі).
Вночі 5 травня в районі на південний захід від Нумеа I-21 перехопило транспорт John Adams (7176 тонн) та після двогодинної погоні випустила у нього дві торпеди. Обидві вони потрапили у ціль та потопили судно, яке перевозило 2 тисячі тонн пального. 7 травня за вісім десятків кілометрів на південь від Нумеа човен випустив дві торпеди по грецькому судну Chloe (4641 тонна), проте обидві вони вибухнули передчасно. Тоді I-21 сплив на поверхню та потопив Chloe випустивши 70 снарядів з гармати. 8 травня човен промахнувся торпедами по черговому судну, коли ж він сплив на поверхню, щоб обстріляти його артилерією, то був примушений до занурення патрульним літаком, котрий скинув 6 глибинних бомб.

## Розвідка Фіджі, Нової Зеландії та Австралії
Тим часом 8 — 9 травня відбулась битва авіаносців у Кораловому морі, внаслідок якої японці відмовились від висадки у Порт-Морсбі, а 14 травня I-21 полишив район Нової Каледонії та попрямував на північ. Наступної доби японський розвідувальний літак виявив американське з'єднання із двох авіаносців (інших, аніж брали участь у тільки що згаданій битві). Як наслідок, I-21 отримав наказ провести розвідку Суви в архіпелазі Фіджі, де, як припускало японське командування, американці могли створити нову базу.
Вранці 19 травня літак з I-21 провів розвідку над Сувою, виявивши там лише легкий крейсер та кілька мисливців за підводними човнами.
Потім човен рушив на південь та 24 травня його літак провів розвідку Окленду на північному завершенні Північного острова Нової Зеландії. Через погані погодні умови пілот не зміг виявити тут якихось кораблів.
Після цього I-21 попрямував до східного узбережжя Австралії. 29 травня його літак провів повітряну розвідку над Сіднеєм, де виявив важкий крейсер «Чикаго» (прийнятий за лінійний корабель) та зміг ухилитись від винищувачів австралійських ВПС. Доповідь про виявлений бойовий корабель сприяла прийняттю рішення про атаку на гавань за допомогою кількох диверсійних мінісубмарин, почату 31 травня з підводних човнів I-22, I-24 та I-27. Що стосується літака з I-21, то він під час посадки у поганих погодних умовах перевернувся та був добитий. В наступні кілька діб I-21 узяв участь у пошуках мінісубмарин, котрі повинні були повернутись після атаки, проте жодна з них не повернулась (насправді одній мінісубмарині вдалось після атаки полишити гавань Сіднею, проте вона загинула так і не зустрівшись з судном носієм). 3 червня пошуки були перервані. 
За пару годин після опівночі 8 червня I-21 почала обстріл верфі у Ньюкаслі. У підсумку човен випустив 34 снаряди (в тому числі 8 освітлювальних), проте зміг завдати лише незначних пошкоджень. Через 13 хвилин після початку обстрілу австралійська берегова батарея почала відповідати, проте I-21 вів вогонь ще 3 хвилини. Всього по човну безуспішно випустили 4 снаряди.
Вночі 12 червня за сім десятків кілометрів від Сіднею I-21 перехопив конвой з 8 суден, який рухався від Ньюкасла до Уаялли. Човен випустив 4 торпеди та зміг потопити судно Guatemala (5527 тонн), яке перевозило 4200 тонн коксу.
25 червня I-21 завершив похід на атолі Кваджалейн, а 12 липня прибув до Йокосуки на ремонт.

## Похід до Соломонових островів
7 серпня 1942-го союзники висадились на сході Соломонових островів, що започаткувало шестимісячну битву за Гуадалканал. 23 серпня I-24 полишив Йокосуку та попрямував у зону бойових дій. Вже 31 серпня він перебував в районі між Новими Гебридами та Соломоновими островами.
13 вересня 1942-го за п'ять з половиною сотень кілометрів на південний схід від Гуадалканалу японський розвідувальний літак виявив вороже з'єднання, до складу якого входив авіаносець. Після цього I-21 та ще вісім підводних човнів отримали наказ сформувати патрульну лінію та перехопити цю групу. I-21 не зміг досягнути успіху, а от I-19 15 вересня потопив авіаносець «Восп».
2 жовтня літак з I-21 провів розвідувальний політ над островом Есіприту-Санто (Нові Гебриди), звідки союзники провадили операції на Гуадалканалі.
7 жовтня під час прямування на Трук у надводному положенні I-21 виявив американський підводний човен «Албакор». В останній момент з I-21 помітили перископ на відстані 4 км, після чого японський човен розвернувся на «Албакор» та зірвав атаку.
8 жовтня I-21 прибув на Трук.

## Новий похід на Соломонові острови
26 жовтня 1942-го під час битви біля островів Санта-Круз I-21 входив до групи із шести підводних човнів, котрі патрулювали в районі східних Соломонових островів. Вранці 27 жовтня в районі за шість сотень кілометрів на південь від Гуадалканалу I-21 дав залп шести торпед по цілі, ідентифікованій як лінійний корабель. Три з них застрягли у торпедних апаратах, в однієї вийшло з ладу кермо. Інші торпеди не поцілили лінкор «Вашингтон», проте командир японського підводного човна доповів про попадання (одна з торпед вибухнула у кільватерному струмені лінкора). I-21 занурився на велику глибину та не постраждав під час контратаки глибинними бомбами, котру провели есмінці ескорту.
На початку листопада човен опинився в районі Нумеа, де під вечір 9 листопада випустив одну торпеду та поцілив транспорт Edgar Allen Poe (7176 тонн).
https://www.wrecksite.eu/wreck.aspx?37160
Після цього I-21 сплив на поверхню, збираючись добити вороже судно артилерією, проте з Edgar Allen Poe відігнали човен вогнем із кормової гармати. Згодом торпедоване судно змогли відбуксирувати до Нумеа, проте воно було визнане остаточною втратою.
У підсумку I-21 повернувся на Трук.

## Транспортний рейс на Гуадалканал
Враховуючи важку ситуацію з постачанням японських військ на Гуадалканалі, човен вирішили залучити до транспортних операцій. Він мав приймати на верхню палубу плавучі гумові контейнери, котрі могли вивільнятись у підводному положенні з розрахунку, що їх винесе на берег.
21 грудня 1942-го I-21 вийшов з Труку то через кілька діб досяг якірної стоянки Шортленд — прикритої групою невеликих островів Шортленд акваторії біля південного завершення острова Бугенвіль, де зазвичай відстоювались легкі бойові кораблі та перевалювались вантажі для подальшої відправки далі на схід Соломонових островів. 24 грудня човен вийшов з Шортлденду в рейс до Гуадалканалу, маючи на борту 20 пасажирів та вантаж продовольства у зазначених контейнерах.
26 грудня I-21 прибув до затоки Камімбо-Бей (на західному узбережжі Гуадалканалу поблизу мису Есперанс), де передав вантаж та прийняв 44 поранені військовослужбовці з десантної баржі.
На початку січня 1943-го човен вже перебував у Рабаулі — головній передовій базі японців у архіпелазі Бісмарку, з якої провадились операції на Соломонових островах та сході Нової Гвінеї

## Похід до Австралії
7 січня 1943-го I-21 вийшов з Рабаулу до східного узбережжя Австралії та 15 січня прибув в район Сіднею.
18 січня у Тасмановому морі біля узбережжя Нового Південного Уельсу човен випустив 2 торпеди по судну Kalingo (2051 тонна), котрий прямував без охорони з Сіднею до Нью-Плімуту на Новій Зеландії. Після цього I-21 сплив на поверхню та добив його третьою торпедою, попередньо зачекавши поки команда полишить судно (можливо відзначити, що ще під час потоплення судна в травні 1942-го поблизу Нумеа командир I-21 передав людям на рятувальних човнах продовольство та вказав напрямок на землю).
Того ж 18 січня I-21 випустив дві торпеди по танкеру Mobilube (10 222 тонни). Втім, коли човен сплив, щоб добити пошкоджене судно, його обстріляв невеликий ескортний корабель. Човен екстрено занурився. Після цього на I-21 безрезультатно скинули 6 глибинних бомб. Mobilube змогли відбуксирувати в порт, проте визнали остаточною втратою. Втім, уже після війни у 1947-му його відновили, після чого танкер використовували до 1972 року.
22 січня I-21 випустив дві торпеди та досяг одного влучання у судно типу «Ліберті» Peter H. Burnett, котре перевозило вантаж вовни. Пізніше пошкоджене судно відбуксирували до Сіднею, де більшу частину вантажу вдалось врятувати, а саме Peter H. Burnett відновили у серпні.
30 січня човен перестрів транспорт Giang Ann, проте торпеда вибухнула передчасно.
8 лютого поблизу острова Бурунгуба (дещо менше ніж за три сотні кілометрів на південь від Сіднею) I-21 атакував конвой OC68, котрий включав 10 транспортів. Човен торпедував та потопив судно Iron Knight (4812 тонн), яке прямувало з вантажем залізної руди.
10 лютого в районі за три сотні кілометрів на схід від Сіднею I-21 випустив чотири торпеди по судну типу «Ліберті» Starr King (7176 тонн). Дві з них потрапили у ціль та потопили судно, яке перевозило 7 тисяч тонн армійських припасів з Сіднею до Нової Каледонії.
Під час цього ж походу літак з I-21 здійснив 25 січня розвідувальний політ на Сіднеєм, а у лютому провів фотозйомку узбережжя Нового Південного Уельса.
23 лютого човен завершив похід на Труку. 3 березня I-21 прибув до Йокосуки на ремонт.

## Дії на Алеутських островах
У травні I-21 призначили для дій на Алеутських островах. 6 травня човен вийшов з Йокосуки у похід, проте 19 травня йому наказали повернутись на базу для участі в евакуації гарнізону з острова Киска.
Згодом I-21 здійснив два транспортні рейси до Киски та разом зі ще 4 підводними човнами почав вивозити бійців гарнізону на острів Парамушир (Курильські острови).
18 червня I-21 прибув до Йокосуки для ремонту сонара і тоді ж був обладнаний детектором радарного опромінення та першим у Імперському флоту отримав експериментальне антирадарне покриття корпусу.
16 липня I-21 та I-169 дістали наказ обстріляти аеродром у бухті Константин на острові Амчитка, проте через кілька годин наказ скасували.
У підсумку більшу частину гарнізону Киски вивезли 28 липня на двох крейсерах та шести есмінцях.

## Новий похід до Океанії
11 вересня 1943-го I-21 вирушив з Йокосуки на Трук, звідки 25 вересня попрямував для проведення розвідки на Фіджі. 8 жовтня літак з I-21 здійснив розвідувальний політ над Сувою.
16 жовтня човен невдало атакував транспорт у районі Нових Гебридів.
11 листопада за чотири сотні кілометрів на південь від фіджійського острова Віті-Леву I-21 торпедував та потопив судно Cape San Juan (6711 тонн), котре прямувало до австралійського Таунсвілла, маючи на борту 1348 американських військовослужбовців. Разом з судном загинуло 130 осіб.
Човен перебував на зворотному шляху на Трук, коли 20 листопада американці почали операцію захоплення островів Гілберта. I-21 дістав наказ прямувати до атола Тарава для протидії силам вторгнення. 27 листопада з човна отримали останнє повідомлення, в кому йшлось про виявлення ворожих кораблів.
29 листопада літак з ескортного авіаносця «Ченанго» неподалік від Тарави атакував та потопив підводний човен, яким, ймовірно, був I-21. Разом з ним загинули всі 101 особа, котрі були на борту.

## Бойовий рахунок
| Дата       | Назва                              | Тип       | Тоннаж | Місце                                         |
| 23.12.1941 | Montebello                         | танкер    | 8272   | 35°35'N 121°16'W                              |
| 12.06.1942 | Guatemala                          | вантажне  | 5527   | біля Кейп-Трі-Пойнт, Новий Південний Уельс    |
| 09.11.1942 | Edgar Allen Poe (остаточна втрата) | транспорт | 7176   | біля Нумеа, Нова Каледонія                    |
| 18.01.1943 | Kalingo                            | вантажне  | 2051   | 34°7'S 153°15'E                               |
| 18.01.1943 | Mobilube (остаточна втрата)        | танкер    | 10222  | 33°57'S 157°20'E                              |
| 08.02.1943 | Iron Knight                        | вантажне  | 4812   | біля острова Бурунгуба, Новий Південний Уельс |
| 10.02.1943 | Starr King                         | транспорт | 7176   | 34°15'S 154°20'E                              |
| 11.11.1943 | Cape San Juan                      | вантажне  | 6711   | 22°8'S 178°6'E                                |